# Arctosa vaginalis
Arctosa vaginalis este o specie de păianjeni din genul Arctosa, familia Lycosidae, descrisă de Yu și Song, 1988. Conform Catalogue of Life specia Arctosa vaginalis nu are subspecii cunoscute.